# Levántate.BG
Levántate.BG (en búlgaro: Изправи се.БГ, romanizado: Izpravi Se.BG) es una plataforma civil, fundada por Maya Manolova el 6 de diciembre de 2019.

## Historia
El 3 de septiembre de 2019, Maya Manolova renunció a su cargo como Defensora del Pueblo de la República de Bulgaria para postularse a la Alcaldía de Sofía. Para eso el 6 de diciembre de 2019, estableció la plataforma cívica Levántate.BG. El 23 de mayo de 2020, organizó una protesta frente al Consejo de Ministros, exigiendo la renuncia del gobierno. En la misma manifestación, Manolova anunció que se presentaría a las elecciones legislativas de 2021 .
La Plataforma Cívica participó activamente en las protestas contra el gobierno en Bulgaria. El 31 de agosto de 2020, Levántate.BG anunció que no se convertiría en un partido, sino que se presentaría a las elecciones como una red de socios, que incluye decenas de comités de iniciativa de todo el país. A finales de año (29 de diciembre) se firmó un acuerdo de participación conjunta en las elecciones con el Otrovnoto Trio.
El 7 de febrero de 2021, los líderes de Levántate.BG y Otrovnoto Trio anunciaron que rechazarían las negociaciones con GERB y DPS, y participarán juntos en las elecciones bajo el nombre de la coalición "¡Levántate! ¡Fuera!".

## Resultados electorales

### Asamblea Nacional de Bulgaria
| Año        | Votos   | %    | Escaños | +/- | Nota                 |
| ---------- | ------- | ---- | ------- | --- | -------------------- |
| Abr. 2021a | 150.921 | 4,65 | 14/240  |     | Repetición electoral |
| Jul. 2021a | 136.885 | 4,95 | 13/240  | 1   | Repetición electoral |
| Nov. 2021a | 60.057  | 2,26 | 0/240   | 13  | Extraparlamentario   |
| 2022       | 25.207  | 0,97 | 0/240   |     | Extraparlamentario   |

a Dentro de la coalición ¡De pie! ¡Mafia, fuera!.

## Objetivos
Los principales objetivos del movimiento son desmantelar el modelo único, aumentar los ingresos y las pensiones de los ciudadanos búlgaros, la reforma judicial, proteger a los ciudadanos de los monopolios, las PEA, las empresas de cobranza, las empresas de préstamos rápidos y la Bulgaria verde.

## Campaña electoral 2020/2021
- Agosto de 2020 - El presidente del Bulgaria del Movimiento Ciudadano, Dimitar Delchev, anuncia la unión de su partido a Levántate.BG durante una presentación pública de la Plataforma Cívica en la Plaza Slaveykov.[5] El presidente del Partido Volt Europa, Nastimir Ananiev, dijo estar haciendo lo mismo,[6] así como la presidenta del partido Movimiento 21 , Tatyana Doncheva.[7] La organización civil The System Kills Us anuncia su apoyo a Nikola Vaptsarov como su representante dentro de Levántate.BG.[8]
- 29 de diciembre de 2020 - El representante del Otrovnoto Trio, Nikolay Hadjigenov, firma un acuerdo para la participación conjunta en las elecciones con Levántate.BG.[9]
- 6 de enero de 2021 - La organización civil The System Kills Us emite un comunicado negándose a apoyar "cualquier formación política o cívica en las próximas elecciones parlamentarias que tenga algo que ver con el llamado Otrovnoto Trio.[10]
- 17 de enero de 2021 - Durante una entrevista con BNT, Maya Manolova afirmó que Levántate.BG nunca y en ninguna ocasión formará una coalición con GERB .[11]
- 29 de enero de 2021 - El líder del Volt Bulgaria, Nastimir Ananiev, dijo en una entrevista con BNT que "ciertamente existirá una coalición" y que "excluye firmemente" a GERB y BSP. Cuando se le preguntó sobre una coalición con Existe tal gente, Ananiev respondió con "si nos unimos en política" y agregó que "la gente con la que no podemos trabajar, este es el modelo oculto que gobierna actualmente". Él, oficialmente, frente a todos, es GERB y Patriotas Unidos, pero de hecho es GERB y DPS.“ [12]
- 7 de febrero de 2021 - Los líderes de "Stand Up.BG" y el Otrovnoto Trio anuncian que se presentarán juntos en las elecciones bajo el nombre de coalición "¡Levántate! ¡Mafia, sal!" , Así como el rechazo de cualquier negociación con GERB y DPS .[13]
- 10 de febrero de 2021 - "El Otrovnoto Trio" envía una carta abierta a los presidentes de There Is A People, Democratic Bulgaria, BSP . Y DPS, instando a no "entrar en una coalición abierta o encubierta con Boyko Borissov y GERB, como así como cada uno de los enumerados "Acepta de buena fe negociar y votar los textos que eliminan la acusación del poder judicial y establecen mecanismos de control sobre el fiscal general de Bulgaria", "defiende la orientación euroatlántica del país" y "defiende la república parlamentaria".[14][15]